# Mora Banc Grup
Mora Banc Grup és un grup bancari familiar del Principat d'Andorra. El 1958 l'entitat va ser creada com Banca Coma SL, posteriorment esdevendria Banc Internacional d'Andorra SA, matriu de l'anomenat comercialment grup Banc Internacional Banca Mora o BIBM. El 2011 la societat va passar a denominar-se Mora Banc Grup SA, sota la marca comercial MoraBanc.
Està format per:
- Mora Banc, SAU.
- Mora Asset Management (gestora d'actius).
- Mora Assegurances.
- Boreal Capital Management
- MoraWealth
- Tressis

Tot i que Banc Internacional d'Andorra podia operar en 9 de les 11 oficines del grup a Andorra, l'única que utilitzava el nom de Banc Internacional era l'oficina de l'avinguda de Meritxell n. 32 d'Andorra la Vella, mentre que la resta d'oficines funcionaven sota la denominació Banca Mora.

## Història

### Cronologia

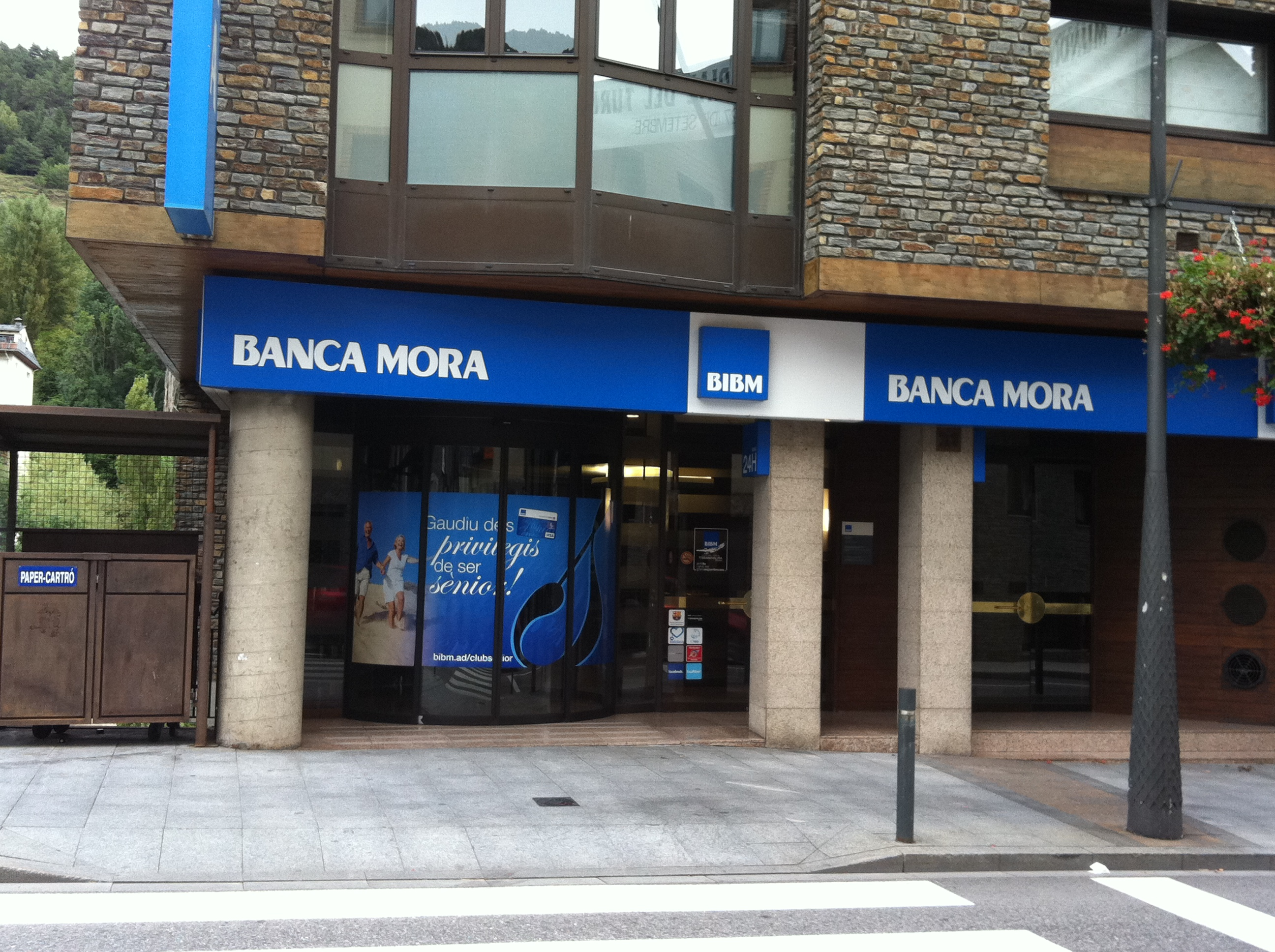
Oficina de Banca Mora

- 1952: El 6 de juny es crea Banca Mora.
- 1960: Banca Mora compra Banca Coma.
- 1970: Banco de Bilbao compra el 33% de les participacions de Banca Coma a Mora i creen el Banc Internacional SA (Banc Internacional d'Andorra).
- 1973: El Banc Internacional compra Banca Mora creant el grup Banc Internacional Banca Mora (BIBM).
- 1988: BIBM crea el primer fons d'inversió totalment gestionat des d'Andorra.
- 1992: Creació de la filial asseguradora, Assegurances Principat S.A.
- 2000: Inauguració de la seu central de BIBM a l'avinguda de Meritxell d'Andorra la Vella.
- 2006: La família Mora compra al BBVA el 51% de les accions del grup.
- 2007: BIBM va acordar un procés d'integració amb Andbanc, amb l'objectiu d'afrontar un projecte d'internacionalització avalat pel volum de negoci de les dues entitats financeres. Cinc mesos després es va optar per no tirar endavant el projecte.
- 2009: Creació de Mora Wealth Management, AG, a Zurich, Suïssa, i inici de l'expansió internacional del grup.
  - Compra del 95% de la gestora de patrimonis PRS Latam Llc, amb base a Miami, Estats Units d'Amèrica. Aquesta gestora és ara Mora Wealth Management, Miami.
  - BIBM és designat com a Banc de l'Any a Andorra 2009, per la revista The Banker.
- 2010: BIBM rep el certificat e)mission per ser una entitat neutra en emissions de CO₂
  - La revista World Finance atorga el seu premi anual a BIBM.
- 2011: BIBM es converteix en Mora Banc Grup SA i Banca Mora en MoraBanc.
- 2020 Obertura de MoraWealth a España amb una primera oficina a Barcelona a la que seguiran les de Madrid i Sant Sebastià.
- 2021 MoraBanc esdevé accionista majoritari de Banc Sabadell d'Andorra (BSA) que un any després s'integra dins de MoraBanc.
- 2024 MoraBanc compra la participació majoritària de la Societat de Valors Tressis

### Inicis
L'any 1960 Bonaventura Mora i Munt compra el 90% de Banca Coma SL per obtenir una segona llicència bancària. Dos anys més tard Bonaventura Mora compra el 10% restant, alhora que l'altra entitat de Bonaventura, Banca Mora, adquireix Banca Coma.
El 1970 Banco de Bilbao (actual BBVA) compra el 33,3% del banc que es reanomena a Banc Internacional SA. Fins al 1972, Banc Internacional va ser un dels pocs bancs (juntament amb Banc Agrícol i Crèdit Andorrà) que estaven autoritzats a negociar directament amb entitats financeres espanyoles.
El 1973 es fa efectiva la venda de Banca Mora a Banc Internacional, creant el grup Banc Internacional Banca Mora. El 2006 la família Mora compra el 51% d'accions del BBVA.

### El procés fallit de fusió
El 25 de juliol 2007 va començar la concentració bancària més gran d'Andorra amb la fusió de BIBM amb andbanc sota el nom d'"Andbanc Mora", convertint-se amb la primera entitat del país per davant de Crèdit Andorrà. Els responsables de les dues entitats van acordar una permuta d'accions que suposava que BIBM fos l'entitat matriu del holding.

Quatre mesos més tard les dues entitats emetien un comunicat conjunt fent pública la decisió de no materialitzar la integració anunciada. La decisió de no fusionar-se, segons les entitats fou de mutu acord:
| « | atès l'esforç que en la pràctica requeria homogeneïtzar les respectives cultures corporatives, els sistemes i processos de treball, i la dificultat d'aconseguir les sinergies estudiades en els terminis previstos. | » |

## Reconeixements
En el terreny mediambiental, BIBM ha superat les auditories que la firma AENOR va realitzar per renovar les certificacions ISO. Per catorzè any consecutiu l'ISO 9001 i per desena vegada la certificació ISO 14001; la primera és un compromís amb la qualitat i la segona amb el medi ambient. BIBM és l'única entitat bancària andorrana que disposa d'ambdós certificats i la segona d'Europa en obtenir el de gestió mediambiental per a la totalitat dels seus centres de treball. L'última acció en aquest sentit ha estat el fet d'aconseguir ser neutres en emissions de CO2, que va merèixer la certificació e)mission reconeguda per programa de les Nacions Unides per al medi ambient (UNEP).
El grup va ser guardonat dues vegades amb el premi europeu a la qualitat (EFQM), els anys 1999 i 2002, i també amb el Premi Iberoamericà de Qualitat (2001). D'altra banda, l'any 2009 va ser reconegut com el Banc de l'any d'Andorra per la revista The Banker. Finalment, també el 2009, la revista econòmica World Finance va atorgar-li el seu premi anual.